# Warcisław VII de Poméranie
Warcislaw VII de Poméranie (en polonais Warcisław VII, en allemand Wartislaw VII. ou Wratislaw VII.) est né en 1362/3 et il est mort en 1395. Il est duc de Poméranie (duché de Słupsk) de 1377 à 1395.

## Biographie
Warcislaw VII est le fils de Boguslaw V de Poméranie et d’Adélaïde de Brunswick. Il est le frère ainé de Bogusław VIII de Poméranie et Barnim V de Poméranie Il est le demi-frère de Casimir IV de Poméranie. Il a épousé Marie de Mecklembourg, la nièce de la reine Marguerite Ire de Danemark. 
À la mort de Casimir IV en 1377, Warcislaw VII lui succède sur le trône du duché de Słupsk. Il donne à son
frère Bogusław VIII la région de Stargard qui devient un duché indépendant. Il essaie sans succès d’obtenir de la Pologne les fiefs qui avaient été donnés à son frère Casimir IV (la Cujavie et la région de Dobrzyń). 
À la suite de l’union de Krewo entre la Pologne et la Lituanie en 1385, l’ordre Teutonique cherche des alliés à l’ouest. En 1386, les Teutoniques signent avec Warcisław VII et ses frères une alliance militaire dirigée contre la Pologne. En échange, les Teutoniques leur offre une compensation financière important et promette à Warcislaw de l’aider à récupérer les terres de Casimir IV. 
En 1388, son fils Boguslaw est adopté par Marguerite Ire de Danemark et prend le nom d’Éric. Il sera couronné successivement roi de Norvège (1389), roi du Danemark (1392) et roi de Suède (1396), sous le nom d’Éric de Poméranie.
En 1390, Warcislaw VII et ses deux frères rompent l’accord avec les Teutoniques et s’allient avec Ladislas II Jagellon. Ils obtiennent Nakło nad Notecią et la promesse de recevoir Bydgoszcz. En échange, ils doivent empêcher les renforts venant d’Europe occidentale de rejoindre les Teutoniques. À Pyzdry, Warcislaw VII, en son nom et au nom de ses frères, rend un hommage de vassalité au roi de Pologne le 2 novembre 1390.    
En 1391-1392, Warcislaw VII effectue un pèlerinage en Terre sainte. Il est tué au début de l’an 1395 dans des circonstances mystérieuses, probablement près du château de Szadzko. Il est possible que son assassinat ait été commandité par l’ordre Teutonique.

## Union et postérité
De son mariage avec Marie de Mecklembourg-Schwerin, fille de Henri III de Mecklembourg-Schwerin, il a eu un fils et une fille: 
- Éric de Poméranie, roi de l'union de Kalmar désigné comme héritier par la reine Marguerite de Danemark
- Catherine, épouse de Jean de Wittelsbach, comte palatin de Neumarkt : parents du roi Christophe.